# Russell Carter (giocatore di football americano)
Russell Edmonds Carter Jr. (Ardmore, 10 febbraio 1962) è un ex giocatore di football americano statunitense che ha militato nel ruolo di cornerback nella National Football League (NFL).

## Carriera
Al college Carter giocò a football a SMU, venendo premiato come All-American. Fu scelto come decimo assoluto nel Draft NFL 1984 dai New York Jets. Dopo avere messo a segno 4 intercetti nella sua stagione da rookie, non ne fece registrare più alcuno in carriera. Rimase con i Jets fino al 1987, dopo di che passò le ultime due stagioni con i Los Angeles Raiders.